# Cardioglossa pulchra
Espèce
Statut de conservation UICN

 EN B1ab(iii) : En danger
Cardioglossa pulchra est une espèce d'amphibiens de la famille des Arthroleptidae.

## Répartition
Cette espèce se rencontre de 900 à 1 800 m d'altitude dans l'Ouest du Cameroun sur les monts Manengouba et Ngokham et sur le plateau Obudu dans le Sud-Est du Nigeria.

## Publication originale
- Schiøtz, 1963 : The amphibians of Nigeria. Videnskabelige Meddelelser fra Dansk Naturhistorisk Forening, vol. 125, p. 1–92.